# Dysderina furtiva
Dysderina furtiva là một loài nhện trong họ Oonopidae.
Loài này thuộc chi Dysderina. Dysderina furtiva được Arthur M. Chickering miêu tả năm 1968.